# Paral
Der Paral (lat. paralis) bezeichnet in der Sprachwissenschaft einen Numerus, der ein natürlich gegebenes paarweises Vorkommen ausdrückt, wie bei Augen, Händen, Schuhen etc., im Gegensatz zum Dual, der einfach eine beliebige, also auch zufällige Zweiheit bedeutet.
Die meisten Sprachen kennen keinen Unterschied zwischen Dual und Paral, sondern entweder nur einen Dual, der auch paral gebraucht werden kann, oder nur einen Paral, der dann oft auf Reste eines alten Duals zurückgeht (wie etwa das Hebräische), oder aber überhaupt keine besondere Bezeichnung der Zweizahl.
Eigene Formen sowohl für den Dual als auch den Paral gibt es im Tocharischen.